# Palazzo Benci Zecchini

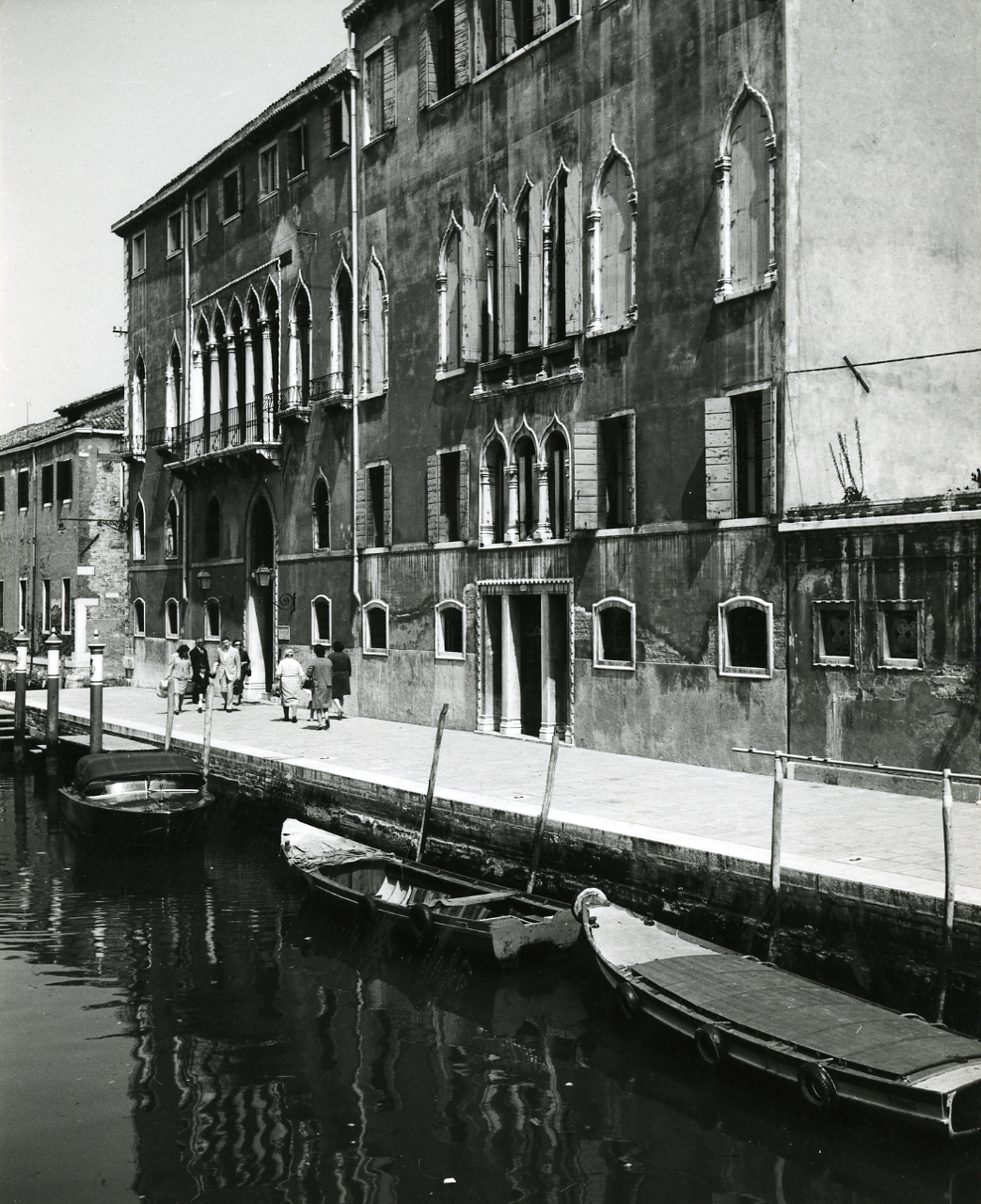
Palazzo Benci Zecchini und Palazzo Bartolini auf einem Foto von Paolo Monti (1968)

Der Palazzo Benci Zecchini (auch Palazzo Girardi Zecchini oder Palazzo Benci Zecchini alla Madonna dell’Orto) ist ein Palast in Venedig in der italienischen Region Venetien. Er liegt im Sestiere Cannaregio an der Fondamenta Madonna dell’Orto  mit Blick auf den Rio Madonna dell’Orto und den Rio degli Zecchini neben dem Palazzo Bartolini.

## Geschichte
Den Palast ließ die Familie Lioncini am damaligen Stadtrand errichten. 1575 ging er in den Besitz der Familie Mazza über. Die Familie Girardi, die aus Bergamo stammte, nahm in der Folge durch Heirat den Namen Zecchini an und ließ den Palast teilweise neu bauen. Ihre heraldischen Symbole sind in den Brunnen im Hof gehauen. Der Bau allerdings schritt nur langsam voran und die Marmorplatten, die für diesen Palast vorgesehen waren, wurden 1635 an die Familie Pesaro für deren Palast in der Kirchengemeinde San Stae verkauft.
Der Name Benci kam als Attribut in die Familie Zecchini, als Valeria, eine Tochter von Laura Girardi-Zecchini und Benigno Benci aus einer Turiner Familie 1635 heirateten. 1828 hinterließ Elisabetta Casser, Witwe des letzten Abkömmlings der Familie Benci-Zecchini, den Palast dem Casa di Ricovero di Venezia, das 1837 zu einem Waisenhaus wurde, wo die Kinder aus den Kobern des Kanals getragen werden konnten.
Es gibt auch die Villa Benzi Zecchini in der Gemeinde Caerano di San Marco, die auch von Elisabetta Casser an die Gemeinde zur Versorgung von Behinderten verkauft wurde. Die Villa wird derzeit für kulturelle Veranstaltungen und Ausstellungen genutzt.

## Beschreibung
Der gotische Palast hat vier Stockwerke: Über dem Erdgeschoss liegt ein Zwischengeschoss, darüber das Hauptgeschoss und ein weiteres Zwischengeschoss unter dem Dach. Im Erdgeschoss ist nach rechts aus der Mitte versetzt ein hohes Kielbogenportal zur Fondamenta Madonna dell’Orto; links davon befinden sich je drei Korbbogenfenster im Erdgeschoss und drei Kielbogenfenster im Zwischengeschoss. Rechts davon ist nur jeweils ein gleichartiges Einzelfenster pro Geschoss angebracht. Den Blickfang der Fassade bildet das Fünffach-Kielbogenfenster im Hauptgeschoss, eingesetzt in einen rechteckigen Rahmen und versehen mit einem Balkon mit eisernem Geländer. Flankiert wird dieses Ensemble von zwei Paaren einzelner Kielbogenfenster mit jeweils einem eigenen Balkon. Das Zwischengeschoss unter dem Dach wird von sieben quadratischen Einzelfenstern belichtet.